# Oxypleura
Genre
Oxypleura est un genre d'insectes hémiptères de la sous-famille des Cicadinae, famille des Cicadidae (les cigales). 

## Dénomination
Le genre Oxypleura a été décrit par les entomologistes Amyot et Audinet-Serville en 1843.
Il est à noter qu'Auguste Pomel a donné le nom Oxypleura à un genre d'échinodermes en 1887 alors qu'il était indisponible et qui est un synonyme de Clypeaster Lamarck, 1801.

## Description
Le genre Oxypleura possède des ailes postérieures avec six cellules apicales. Le corps, non trapu, présente une pilosité très faible et la tête, faiblement conique ou bombée ou plate, est légèrement plus large que le mésonotum. Les homélytres ne présentent pas de bord costal très arqué dès la base et la membrane costale n'est pas beaucoup plus large que l'aréole costale. Les homélytres et les ailes postérieures sont entièrement hyalins ou colorés près de leurs insertions, la coloration intéressant le plus souvent la cellule basale et le clavus des tegmina. Le limbus alaire est étroit mais égal en largeur à celui des homélytres. Les paranota sont prononcés, anguleux, parfois très aigus. Les yeux sont peu saillants.

## Liste d'espèces
Selon GBIF (30 juin 2023) :
- Oxypleura atkinsoni (Distant, 1912)
- Oxypleura basalis Signoret, 1891
- Oxypleura calypso Kirby, 1889
- Oxypleura centralis (Distant, 1897)
- Oxypleura clara Amyot & Audinet-Serville, 1843
- Oxypleura ethiopiensis Boulard, 1975
- Oxypleura lenihani Boulard, 1985
- Oxypleura pointeli Boulard, 1985
- Oxypleura quadraticollis (Butler, 1874)
- Oxypleura spoerryae Boulard, 1980

## Systématique
Le nom valide complet (avec auteur) de ce taxon est Oxypleura Amyot & Audinet-Serville, 1843.
Oxypleura a pour synonyme :
- Oxyplelure Amyot & Audinet-Serville, 1843